# Rioni

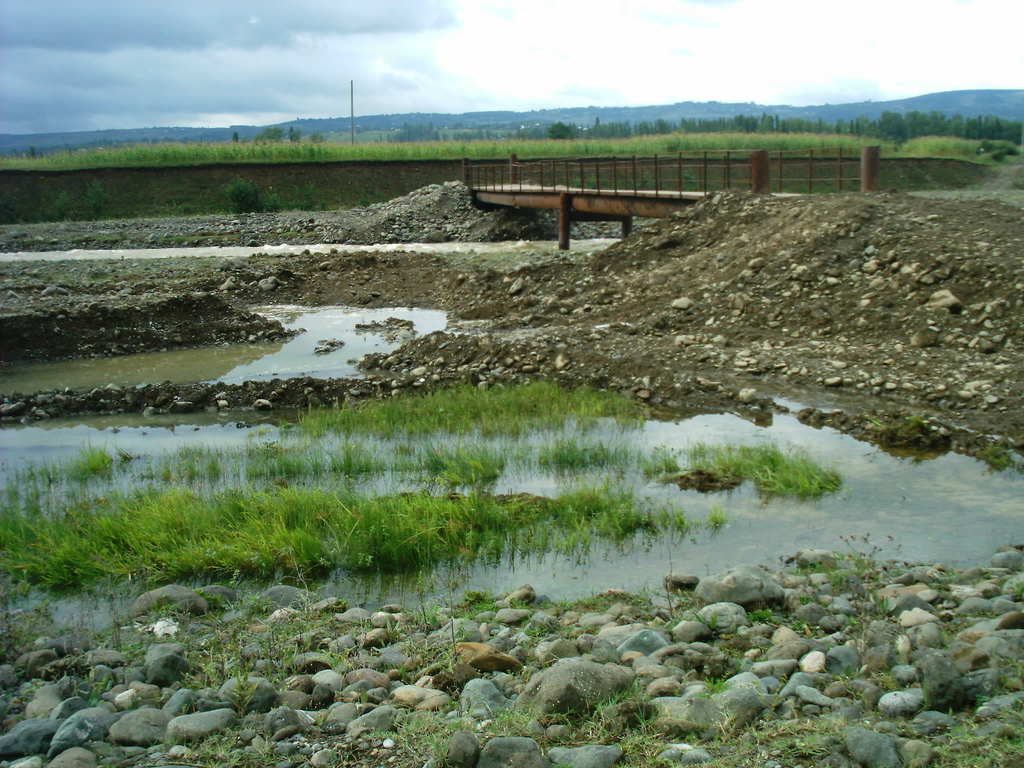
Fiume Rioni presso Sachjere

Il Rioni (in georgiano რიონი?) è il principale fiume della Georgia occidentale.
Ha una lunghezza di 327 km, e un bacino idrografico di 13.400 km². Il fiume nasce nel versante sud-ovest dalla Catena del Caucaso nella parte della provincia storica di Svaneti vicino al Passo di Mamison, che oggi ricade nell'attuale moderna regione amministrativa di Rach'a-Lechkhumi e Kvemo Svaneti.
Esso scorre poi nella regione storica di Mingrelia come un fiume di montagna dal tipico carattere torrentizio, attraversando successivamente la pianura della Colchide dove assume una portata regolare, scorrendo poi verso ovest per sfociare infine nel Mar Nero. Lungo le sue rive sorge la città di Kutaisi, antica città della Colchide.

Il fiume termina il suo percorso sfociando a delta nella città portuale di Poti, ma dopo la costruzione nel 1939 di un canale per la prevenzione delle inondazioni, il 90% del flusso d'acqua attraversa quest'ultimo.
Ha una portata media di 450 metri cubi al secondo, rendendolo navigabile per 95 km dalla città di Poti a quella di Oni. Il fiume ha una grande utilità per l'irrigazione agricola.

Lungo il suo corso sorgono una serie di dighe chiamate Cascate Rioni (Рионский каскад ГЭС - Kaskar Rionski GES), costituite dalle dighe Gumatskie, Vartsijskie, Ladzhanurskaya e Rionskaya.
Le sue acque torbide hanno una origine mista, ma in prevalenza d'origine pluviale. La portata massima si ha tra marzo e ottobre, che raggiunge in primavera una portata di 2650 m³. Anche se le inondazioni possono verificarsi durante tutto l'anno.
Nell'alta valle Rioni corre la Strada militare d'Ossezia, storico percorso che collegava Ardon (Ossezia del Nord) (Russia), a Kutaisi.

## Storia
Precedentemente noto nell'Antica Grecia come fiume Fasis (in greco: Φάσις) venne menzionato per la prima volta da Esiodo (Teogonia, l.340).  Erodoto (Storie, IV.45) e Anassimandro lo considerano come il confine geografico tra Europa e Asia. Come narrato da Platone (Fedone, 109a) secondo Socrate è uno dei limiti del mondo abitato insieme alle colonne d'Ercole. Più tardi scrittori come Apollonio di Rodi (Argonautiche, 2.12.61), Virgilio (Georgiche, 4.367) e Publio Elio Aristide (Ad Romam 82), lo considereranno il limite orientale del mare navigabile.

## Bonifica agraria
Fino all'età moderna la valle del Rioni fu zona malarica dovuto alle paludi che infestavano la regione. Fu solo nel 1960 che un progetto statale di bonifica trasformò l'intera area in zona agricola .

## Curiosità
Il fagiano trae il suo nome da questo fiume, essendo la prima regione in cui gli antichi trovarono questo uccello.